# Grande Traversée du Jura

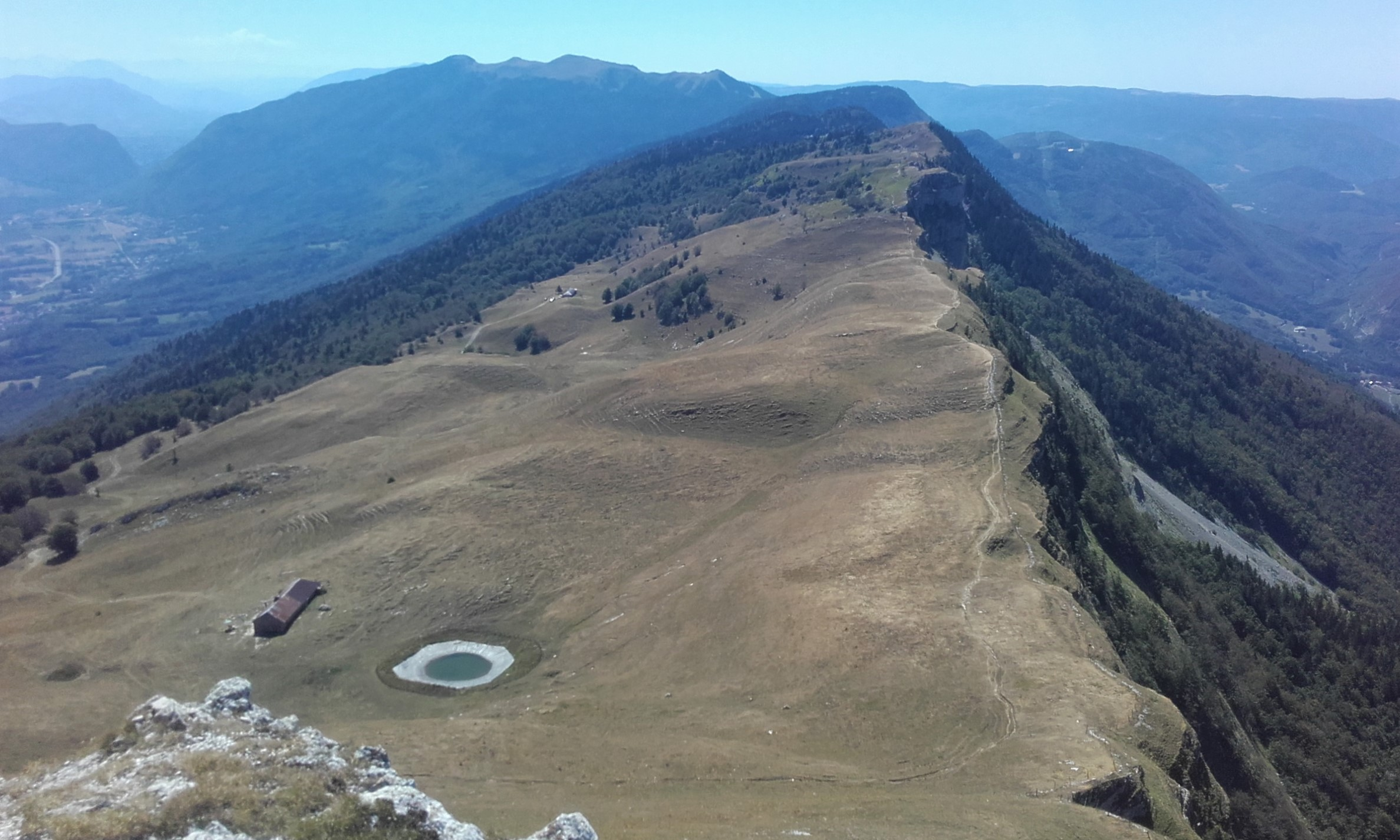
Grande Traversée du Jura

Die Grande Traversée du Jura (GTJ; französisch für Große Juradurchquerung) ist ein etwa 400 Kilometer langer Fernwanderweg im Jura.
Der Weg verläuft von Mandeure in südwestlicher Richtung. Er fällt teilweise mit den französischen GR 5 und GR 9 sowie dem europäischen E2 zusammen und verläuft entlang dem Jura-Hauptkamm, überwiegend auf dessen nordwestlicher, französischer Seite. Es gibt jedoch mehrere Varianten, teilweise führt der Weg auch in die benachbarte Schweiz. Neben dem Fußwanderweg gibt es Varianten für Mountainbiker, für Skiwanderer und für Schneeschuhgeher. Die GTJ führt über Berge wie den Mont d’Or (1463 m), den Crêt Pela (1495 m) oder den Grand Colombier (1525 m) und erreicht im höchsten Juragipfel, dem Crêt de la Neige (1720 m) ihren höchsten Punkt. Nach 400 Kilometern endet sie in Culoz.
Der Weg wurde im Jahr 2003 eröffnet und gilt als technisch nicht besonders anspruchsvoll. Die Infrastruktur umfasst mehrere Schutzhütten sowie die Möglichkeit der Begleitung durch Esel als Tragtiere.

## Weblink
- Grandes Traversées du Jura